# Вайнах Телеком
ЗАО «Вайнах Телеком» — российская телекоммуникационная компания, официально начала свою деятельность как сотовый оператор в мае 2009 года. Деятельность в сфере телекоммуникаций велась ещё задолго до этого, с 2003 года. Компания основана с целью развития связи и телекоммуникаций на территории Чеченской Республики, строительства современных высокотехнологичных объектов и сооружений связи.
Название «Вайнах Телеком» происходит от чеченского слова вайнах (название для чеченцев и ингушей), что означает — «наш народ».

## Основные услуги
- Сотовая связь стандарта GSM
- Широкополосный доступ в Интернет (проводной, оптоволоконный)
- Сеть четвёртого поколения 4G LTE
- Цифровая телефония и видеотелефония
- Удалённое видеонаблюдение

## История деятельности
В 2010 году компания стала единственным неподконтрольным «Связьинвесту» оператором России, выигравшим конкурс на частоты в диапазоне 2,3—2,4 ГГц (одну из 40 лицензий). По мнению операторов-конкурентов и аналитиков, условия конкурсов Минкомсвязи оказались однозначно прописаны под компании, входящие в «Связьинвест»: например, наличие лицензии на 3G означало списание баллов, в то время как за наличие таксофонной сети баллы, наоборот, добавлялись.
В конце сентября 2011 года «Вайнах Телеком» подал в Россвязь заявку на получение 300 000 номеров для запуска MVNO; в октябре он получил 330 000 номеров. Проект планировалось реализовать на базе инфраструктуры сети Скай Линк.
Тем временем оператор, несмотря на проблемы с роутерами (диапазона TDD), к январю 2013 года оборудование сети LTE, купленное в кредит, было чеченским оператором установлено, и даже появились позднее опровергнутые им же сообщения об обслуживании первых абонентов. Но по условиям приобретённой в 2010 году лицензии оборудование должно было иметь статус «оборудования российского происхождения», каковой должен был быть подтверждён Минпромторгом. Однако производитель — Центр беспроводных технологий (Томск) — не предоставил информацию о своих конечных бенефициарах. Он являлся совместным предприятием финско-германской Nokia Siemens Networks (NSN) и научно-производственной фирмы «Микран»; первой фирме принадлежало 75 %, второй — 25 %. Притом для статуса российского производителя необходимо, чтобы не менее 50 % компании принадлежало российским резидентам. «Ростелеком» из-за подобных затруднений сеть к тому времени строить ещё не начал (кроме тестовой станции в Подольске. Над компаниями нависла угроза отзыва лицензий за неоказание заявленных услуг либо конфискации незаконно включённого несертифицированного оборудования. К тому же 25 % «Центра беспроводных технологий» уже выкупило у NSN «Роснано», что обеспечило российским компаниям 50 % плюс одну акцию.
Наконец, в августе 2013 года от Минкомсвязи поступило разъяснение, что оборудование «отечественного производства» и «российского происхождения» — не одно и то же. С технической точки зрения сети «Вайнах Телекома» удовлетворяли смягчившимся требованиям ГКРЧ, и с учётом «факта исключительной социальной значимости сети „Вайнах Телекома“» разрешение на коммерческую эксплуатацию было получено. Позднее Минкомсвязи решило, что продукцию Центра беспроводных технологий можно признать соответствующей статусу «РЭС отечественного производства», и ей не обязательно получать статус «телекоммуникационного оборудования российского происхождения».
Широкую общероссийскую известность сеть получила после того, как Рамзан Кадыров рассказал, что мобильными операторами «Мегафон» и «Вымпелком» не учитывались голоса в конкурсе «Россия 10» и объявил в Instagram о переходе «тысяч» чеченских абонентов на «Вайнах Телеком».